# Броцо (Бреша)
Броцо је насеље у Италији у округу Бреша, региону Ломбардија.
Према процени из 2011. у насељу је живело 1041 становника. Насеље се налази на надморској висини од 399 м.